# Colmar-Berg
Colmar-Berg (lb. Colmer-Bierg) − miejscowość i gmina (gemeng / commune / Gemeinde) w środkowym Luksemburgu, w kantonie Mersch. Do 3 października 2015 gmina leżała w dystrykcie Luksemburg. Siedziba administracyjna gminy znajduje się w miejscowości Colmar. Liczy 2336 mieszkańców (1 stycznia 2023). Znajduje się tutaj rezydencja Wielkiego Księcia Luksemburga, zamek Berg oraz stacja kolejowa Colmar-Berg.

## Podział administracyjny
Do gminy należą trzy miejscowości, w tym trzy (Uertschaft) oraz żaden lieu-dit:
1. Berg Bierg
2. Colmar Colmer
3. Welsdorf Welsdref

## Współpraca
Miejscowość partnerska:
- Weilburg, Niemcy